# تبسبست
تبسبست (به عربی: تبسبست) یک شهرداری در الجزایر است که در ناحیه توگورت واقع شده‌است. تبسبست ۲۶ کیلومتر مربع مساحت و ۳۵٬۰۳۲ نفر جمعیت دارد و ۸۵ متر بالاتر از سطح دریا واقع شده‌است.